# Карло Константин од Вјена
Карло - Константин (умро 962.) је био гроф од Беча . Његов отац, цар Луј III Слепи, био је краљ Провансе и цар Светог римског царства, претпоставља се да му је мајка царица Ана, кћи цара Лава VI Мудрог Македонца .

## Живот
Када је Карлов отац цар Луј III умро 929. године, Хуг од Арла, који је већ био краљ Италије, преузео је Провансу и дао је 933. краљу Рудолфу II од Бургундије.  Карло - Константин из било ког разлога није наследио ни царски престо ни Провансу.  То је многе навело да верују да је он, у ствари, нелегитиман .  Рудолф од Француске му је 931. године доделио грофовију Вјен.
Био је ожењен Тиберж де Троа.  Имали су два сина:
- Ричард [4]
- Хуберт [4]

а можда и ћерку:
- Констанца од Вијена, удата за грофа Босона II од Арла.

## Име и порекло
Овај гроф се појављује једноставно као „Крло“ (Карл) у његовим сопственим повељама.  Флодоард га је, пишући своје анале за живота грофа, назвао Карло Константин Лудовик орби филии (Карл Константин, син Луја Слепог), а ово додатно име се такође појављује у списима историчара Рикеруса из 10. века, који је користио Флодоарда као извор .   Импликације овог презимена, Константин, биле су предмет дебате. Пул је то сматрао топонимским именом Флодоардовог осмишљавања, позивајући се на Арл (понекад се назива Константина урбс ),  али Превите-Ортон у њему види референцу на његово порекло.  Сачувано писмо патријарха Николе I Мистика сведочи да је византијски цар Лав VI Мудри, отац цара Константина VII, верио своју ћерку за франковског принца, рођака Берте (Тосканске), кога је касније задесила велика несрећа. Тај несрећни принц могао је бити само цар Луј III, чија је мајка Ерменгарда од Италије била Бертина блиска рођака и који је био ослепљен 21. јула 905. године, док је будућа невеста била једина преживела ћерка цара Лава VI у то време, Ана Цариградска, рођен од његове друге жене царице Зое Зауцене .  Карло Константин би тако добио имена која одражавају његово царско наслеђе по оцу и по мајци.  Међутим, и даље се поставља питање да ли је до планираног брака икада дошло,  а постоје и хронолошке потешкоће (које по мишљењу Превите-Ортона нису непремостиве) да се Ана учини мајком Карла Константина.  Ричерус је сугерисао да је порекло Карла Константина било укаљано нелегитимношћу уназад до пет генерација,  иако је смисао овога споран.